# نورمن تیلور (ورزشکار)
نورمن تیلور (انگلیسی: Norman Taylor; ۱۵ آوریل ۱۸۹۹ – ۱۴ دسامبر ۱۹۸۰) قایقران روئینگ اهل کانادا بود.